# Pan-Amerikaanse kampioenschappen wielrennen 2024 – Wegwedstrijd mannen elite
De wegwedstrijd voor mannen elite op de Pan-Amerikaanse kampioenschappen wielrennen 2024 werd gehouden op 26 mei. De  deelnemers moesten een parcours van 206,4 kilometer in en rond het Braziliaanse São José dos Campos afleggen. De Venezolaan Leangel Linarez won, voor de Grenadiaan Red Walters en de Colombiaan Wilmar Paredes.

## Uitslag
| Plaats | Naam             | Tijd     |
| ------ | ---------------- | -------- |
| Goud   | Leangel Linarez  | 4u17'48" |
| Zilver | Red Walters      | + 3"     |
| Brons  | Wilmar Paredes   | z.t.     |
| 4      | Orluis Aular     | z.t.     |
| 5      | Sebastián Brenes | z.t.     |
| 6      | Kaden Hopkins    | z.t.     |
| 7      | Thomas Silva     | z.t.     |
| 8      | Kléber Ramos     | z.t.     |
| 9      | Sergio Chumil    | z.t.     |
| 10     | Ulises Castillo  | z.t.     |